# Лонг Джон Болдрі
Джон Вільям «Лонг Джон» Болдрі (англ. John William "Long John" Baldry) (12 січня 1941 — 21 липня 2005) — британський співак, музикант та актор озвучування. Визнаний одним із найвидатніших виконавців блюзу.
За свій дуже високий зріст (201 см) мав прізвисько Long John (Довгий Джон).

## Біографія
Народився в родині столичного констебля. Дитинство пройшло у графстві Міддлсекс.
З дитинства захоплювався блюзом. Починаючи з 1957 року виступав у кав'ярні Gyre & Gimble, біля станції Чарінг-кросс. У 1962 році записав перший британський блюзовий альбом «R&B from the Marquee» разом з Алексісом Корнером. Загалом, у період з 1962 по 1965 разом з Джоном Болдрі виступили багато музикантів, які згодом стали знаменитими. Серед них Мік Джаггер, Чарлі Воттс, Джек Брюс, Нікі Гопкінс, Джиммі Пейдж, тощо.
Після концерту в ліверпульському рок-н-рольному клубі Cavern Club Джон познайомився з Полом Маккартні, завдяки чому одного разу отримав запрошення зіграти з The Beatles в телевізійній музичній комедії «Навколо Бітлз» 1964-го року.
З 1962 по 1968 роки Джон Болдрі виступав в гурті Bluesology разом з Літл Річардом та Елтоном Джоном. З останнім Болдрі підтримував особливо теплі стосунки.
Наприкінці 1970-х років Джон Болдрі переїхав до Канади, де прожив до кінця життя, займаючись концертною діяльністю та озвучуванням мультфільмів.
Помер 21 липня 2005 року від легеневої інфекції.

## Особисте життя
Джон Болдрі був гомосексуалом.

## Дискографія
- Long John's Blues (1964)
- Looking at Long John (1966)
- Let the Heartaches Begin (1968)
- Let There Be Long John (1968)
- Wait For Me (1969)
- It Ain't Easy (1971)
- Everything Stops for Tea (1972)
- Good To Be Alive (1973)
- Welcome To Club Casablanca (1976)
- Baldry's Out! (1979)
- Boys in the Band (1980)
- Long John Baldry (1980)
- Rock With The Best (1982)
- The Best of Long John Baldry (1982)
- Silent Treatment (1986)
- Long John Baldry & Friends (1986)
- Live In Toronto (1986)
- A Touch of the Blues (1989)
- It Still Ain't Easy (1991)
- On Stage Tonight — Baldry's Out! (1993)
- A Thrill's A Thrill: The Canadian Years (1995)
- Right To Sing The Blues (1996)
- Let The Heartaches Begin: The Pye Anthology (1998)
- Evening Conversation (1999)
- Remembering Leadbelly (2001)
- Baldry's Back (2004)
- Boogie Woogie: The Warner Bros. Recordings (2005)

## Фільмографія
- Пригоди їжака Соніка — Доктор Роботнік
- ReBoot — Гевін Конденсатор